# Richard Hamilton (košarkaš)
Richard "Rip" Hamilton (Coatesville, Pennsylvania, 14. veljače 1978.) američki je profesionalni košarkaš. Igra na poziciji bek šutera, a može igrati i nisko krilo. Trenutačno je član NBA momčadi Detroit Pistonsa. Izabran je u 1. krugu (7. ukupno) NBA drafta 1999. od strane Washington Wizardsa.

## Sveučilište
Pohađao je svečilište Connecticut. Proglašen je najboljim igračem završnice te je odveo svoju   momčad do osvajanja NCAA natjecanja. Nakon četiri godine sveučilišta odlučio se prijaviti na NBA draft.

## NBA karijera
Izabran je kao 7. izbor NBA drafta 1999. od strane Washington Wizardsa. Međutim nakon tri sezone u dresu Wizardsa, Hamilton je mijenjan u Detroit Pistonse zajedno s Hubertom Davisom i Bobbyjem Simmonsom u zamjenu za Jerry Stackhousea, Briana Cardinala i Ratka Vardu. Ubrzo nakon zamjene, Hamilton je postao jedan od najboljih šutera u ligi te je odveo momčad do osvajanja NBA naslova 2004. preko favoriziranih Lakersa rezultatom 4-1. U sezoni 2003./04. Hamilton je čak tri puta slomio nos te od onda nosi zaštitnu masku koja mu je neki put i donijela sreću. 27. prosinca 2006. u utakmici New York Knicksima, Hamilton je postigao učinak karijere od 51 poena te odveo momčad do pobjede 151:145 nakon tri produžetka. 6. veljače 2008. sudjelovao je u natjecanju u tricama gdje je poražen od branitelja naslova Jasona Kapona. 13. svibnja 2008. Hamilton je postao najbolji strijelac Pistonsa u doigravanju, prestigavši na tom mjestu Isiaha Thomasa, a 3. studenog 2008. potpisao je trogodišnje produženje ugovora u vrijednosti od 34 milijuna dolara. 

## NBA statistika

### Regularni dio
| Godina    | Klub       | Odig. uta. | Uta. poč. | Min. | 2P%  | 3P%  | Sl. bac.% | Skok. | Asist. | Ukr. lop. | Blok. | Poena |
| --------- | ---------- | ---------- | --------- | ---- | ---- | ---- | --------- | ----- | ------ | --------- | ----- | ----- |
| 1999./00. | Washington | 71         | 12        | 19.3 | .420 | .364 | .774      | 1.8   | 1.5    | .4        | .1    | 9.0   |
| 2000./01. | Washington | 78         | 42        | 32.3 | .438 | .274 | .868      | 3.1   | 2.9    | 1.0       | .1    | 18.1  |
| 2001./02. | Washington | 63         | 57        | 35.0 | .435 | .381 | .890      | 3.4   | 2.7    | .6        | .2    | 20.0  |
| 2002./03. | Detroit    | 82         | 82        | 32.2 | .443 | .269 | .833      | 3.9   | 3.5    | .8        | .2    | 19.7  |
| 2003./04. | Detroit    | 78         | 78        | 35.5 | .455 | .265 | .868      | 3.6   | 4.0    | 1.3       | .2    | 17.6  |
| 2004./05. | Detroit    | 76         | 76        | 38.5 | .440 | .305 | .858      | 3.9   | 4.9    | 1.0       | .2    | 18.7  |
| 2005./06. | Detroit    | 80         | 80        | 35.3 | .491 | .458 | .845      | 3.2   | 3.4    | .6        | .2    | 20.1  |
| 2006./07. | Detroit    | 75         | 75        | 36.8 | .468 | .341 | .861      | 3.8   | 3.8    | .8        | .2    | 19.8  |
| 2007./08. | Detroit    | 72         | 72        | 33.7 | .484 | .440 | .833      | 3.3   | 4.2    | 1.0       | .1    | 17.3  |
| 2008./09. | Detroit    | 67         | 51        | 34.0 | .447 | .368 | .848      | 3.1   | 4.4    | .6        | .1    | 18.3  |
| Ukupno    |            | 742        | 625       | 33.3 | .454 | .349 | .853      | 3.3   | 3.4    | .8        | .1    | 17.9  |
| All-Star  |            | 3          | 0         | 15.3 | .458 | .500 | .000      | 2.0   | 1.3    | .0        | .0    | 7.7   |

### Doigravanje
| Godina    | Klub    | Odig. uta. | Uta. poč. | Min. | 2P%  | 3P%  | Sl. bac.% | Skok. | Asist. | Ukr. lop. | Blok. | Poena |
| --------- | ------- | ---------- | --------- | ---- | ---- | ---- | --------- | ----- | ------ | --------- | ----- | ----- |
| 2002./03. | Detroit | 22         | 22        | 38.8 | .442 | .333 | .906      | 3.9   | 2.6    | .8        | .1    | 22.5  |
| 2003./04. | Detroit | 24         | 24        | 40.2 | .447 | .385 | .848      | 4.6   | 4.2    | 1.2       | .0    | 21.5  |
| 2004./05. | Detroit | 25         | 25        | 43.2 | .453 | .494 | .798      | 4.3   | 4.3    | 3.8       | 2.1   | 25.0  |
| 2005./06. | Detroit | 18         | 18        | 38.3 | .413 | .450 | .851      | 3.9   | 5.7    | 10.9      | 1.3   | 20.4  |
| 2006./07. | Detroit | 16         | 16        | 39.9 | .429 | .400 | .865      | 4.3   | 6.8    | 3.9       | .1    | 19.8  |
| 2007./08. | Detroit | 17         | 17        | 38.6 | .470 | .408 | .911      | 4.2   | 3.9    | 1.4       | .5    | 21.6  |
| 2008./09. | Detroit | 4          | 4         | 38.5 | .356 | .200 | .900      | 2.8   | 5.0    | 1.2       | 1.2   | 14.3  |
| Ukupno    |         | 125        | 125       | 40.0 | .441 | .437 | .862      | 4.0   | 3.7    | 3.0       | 1.2   | 24.6  |

## Vanjske poveznice
- Službena stranica
- Profil na NBA.com
- Profil  Arhivirana inačica izvorne stranice od 29. lipnja 2014. (Wayback Machine) na Basketball-Reference.com